# Хессиш-Лихтенау
Хессиш-Лихтенау (нем. Hessisch Lichtenau) — город в Германии, в земле Гессен. Подчинён административному округу Кассель. Входит в состав района Верра-Майснер.  Население составляет 12 593 человека (на 31 декабря 2010 года). Занимает площадь 105,87 км². Официальный код — 06 6 36 006.
Город подразделяется на 12 городских районов.